# Guatemalas damlandslag i volleyboll
Guatemalas damlandslag i volleyboll representerar Guatemala i volleyboll på damsidan. Laget har deltagit i nordamerikanska mästerskapet och panamerikanska cupen vid flera tillfällen samt i centralamerikanska och karibiska spelen 2010.

### Fotnoter
1. 1 2 3 4 5 6 7 8 9 10 11 12 13 14 15 16 17 18 19 20 21  ”PALMARES CAMPEONATOS CENTROAMERICANOS MAYORES FEMENINOS” (på spanska). AFECAVOL. https://www.afecavol.org/media/933860/palmares-mayor-femenino.pdf. Läst 21 oktober 2023.
2. ↑  ”Women 1989 Volleyball NORCECA Championship 1989 San Juan (PUR) - 08-15.07 Winner Cuba” (på engelska). http://www.todor66.com/volleyball/Norceca/Women_1989.html. Läst 19 mars 2023.
3. ↑  ”VIII Pan-American Women’s Volleyball Cup 2009” (på engelska). North, Central America and Caribbean Volleyball Confederation. https://www.norceca.net/2009_Calendar_%20VIII%20Pan-American%20Women%E2%80%99s%20Volleyball%20Cup%202009.htm. Läst 16 mars 2023.
4. ↑  ”XVIII Women’s Pan American Cup 2019, Chiclayo & Trujillo, Peru” (på engelska). North, Central America and Caribbean Volleyball Confederation. https://www.norceca.net/2019%20Events/XVIII%20Women%20Pan-American%20Cup/Bulletins/Summary%20of%20Stats-WPANC19.pdf. Läst 14 mars 2023.
5. ↑  Senaste tillfället då någon kontrollerade att de inmatade tabelluppgifterna stämmer. Uppgifter kan ha matats in senare utan att kontrolleras av någon annan